# يان تشن
يان تشن (بالإنجليزية: Ian Chen)‏ هو ممثل أمريكي، ولد في 7 سبتمبر 2006 بلوس أنجلوس في الولايات المتحدة.

## أعمال

### أفلام
- (2019) شازام!

## وصلات خارجية
- يان تشن على موقع IMDb (الإنجليزية)
- يان تشن على موقع قاعدة بيانات الفيلم (الإنجليزية)